# Giro d'Itàlia de 1999
El Giro d'Itàlia de 1999 és la 82a edició del Giro d'Itàlia, que va començar a Agrigent el 15 de maig de 1999 i va arribar a Milà el 6 de juny. El recorregut del Giro constava de 3.757 quilòmetres i va ser guanyat per l'italià Ivan Gotti. Marco Pantani havia estat exclòs de la competició mentre liderava la classificació general dos dies abans del final després d'una anàlisi de sang que indicava un hematòcrit per sobre del límit autoritzat del 50%. Al març de 2016, després de les confessions d'un membre de la màfia, els magistrats italians van validar la hipòtesi de manipulació del control antidopatge per part de la màfia.

## Principals ciclistes

### Els favorits per a la victòria final
A l'inici d'aquest Giro, totes les mirades estaven posades en Marco Pantani, guanyador del Giro i del Tour de França l'any anterior. El recorregut extremadament muntanyós, sobretot a la tercera setmana, semblava preparat per al Pirata. Entre els seus principals rivals hi havia Laurent Jalabert, que acabava de superar els seus contrincants al Tour de Romandia, així com el campió del món Oscar Camenzind, Ivan Gotti, Davide Rebellin i Serhiy Honchar.

### Velocistes
Dos dels millors velocistes del moment eren a la sortida d'aquest Giro: Mario Cipollini, que ja havia guanyat 25 etapes al Giro d'Itàlia, i Jeroen Blijlevens.

## Etapes
| Etapa     | Data     | Poblacions                             | Km       | Vencedor d'etapa    | Líder de la classificació general |
| 1a etapa  | 15 maig  | Agrigent - Modica                      | 175      | Ivan Quaranta       | Ivan Quaranta                     |
| 2a etapa  | 16 maig  | Noto - Catània                         | 133      | Mario Cipollini     | Mario Cipollini                   |
| 3a etapa  | 17 maig  | Catània - Messina                      | 176      | Jeroen Blijlevens   | Jeroen Blijlevens                 |
| 4a etapa  | 18 maig  | Vibo Valentia - Acquappesa             | 186      | Laurent Jalabert    | Jeroen Blijlevens                 |
| 5a etapa  | 19 maig  | Acquappesa - Monte Sirino              | 147      | José Jaime González | Laurent Jalabert                  |
| 6a etapa  | 20 maig  | Lauria - Foggia                        | 257      | Romāns Vainšteins   | Laurent Jalabert                  |
| 7a etapa  | 21 maig  | Foggia - Lanciano                      | 153      | Jeroen Blijlevens   | Laurent Jalabert                  |
| 8a etapa  | 22 maig  | Pescara - Gran Sasso                   | 253      | Marco Pantani       | Marco Pantani                     |
| 9a etapa  | 23 maig  | Ancona - Ancona                        | 32 (CLM) | Laurent Jalabert    | Laurent Jalabert                  |
| 10a etapa | 24 maig  | Ancona - Sansepolcro                   | 189      | Mario Cipollini     | Laurent Jalabert                  |
| 11a etapa | 25 maig  | Sansepolcro - Cesenatico               | 125      | Ivan Quaranta       | Laurent Jalabert                  |
| 12a etapa | 26 maig  | Cesenatico - Sassuolo                  | 168      | Mario Cipollini     | Laurent Jalabert                  |
| 13a etapa | 27 maig  | Sassuolo - Rapallo                     | 243      | Richard Virenque    | Laurent Jalabert                  |
| 14a etapa | 29 maig  | Bra - Lo Borg Sant Dalmatz             | 187      | Paolo Savoldelli    | Marco Pantani                     |
| 15a etapa | 30 maig  | Racconigi - Oropa                      | 143      | Marco Pantani       | Marco Pantani                     |
| 16a etapa | 31 maig  | Biella - Lumezzane                     | 232      | Laurent Jalabert    | Marco Pantani                     |
| 17a etapa | 1er juny | Lumezzane - Castelfranco Veneto        | 212      | Mario Cipollini     | Marco Pantani                     |
| 18a etapa | 2 juny   | Treviso - Treviso                      | 45 (CLM) | Serhiy Honchar      | Marco Pantani                     |
| 19a etapa | 3 juny   | Castelfranco Veneto - Alpe di Pampeago | 166      | Marco Pantani       | Marco Pantani                     |
| 20a etapa | 4 juny   | Predazzo - Madonna di Campiglio        | 175      | Marco Pantani       | Marco Pantani                     |
| 21a etapa | 5 juny   | Madonna di Campiglio - Aprica          | 190      | Roberto Heras       | Ivan Gotti                        |
| 22a etapa | 6 juny   | Boario Terme - Milà                    | 170      | Fabrizio Guidi      | Ivan Gotti                        |

## Classificacions finals

### Classificació general
| \| Classificació general \| Classificació general \| Classificació general \| Classificació general \| Classificació general \| \| Corredor \| Corredor \| Equip \| Temps \| \| \| --------------------- \| -------------------------- \| -------------------------------- \| --------------------- \| --------------------- \| \| 1r \| Ivan Gotti \| Polti \| 99h 55' 56" \| \| \| 2n \| Paolo Savoldelli \| Saeco-Cannondale \| + 3' 35" \| \| \| 3r \| Gilberto Simoni \| Ballan-Alessio \| + 3' 36" \| \| \| 4t \| Laurent Jalabert \| ONCE-Deutsche Bank \| + 5' 16" \| \| \| 5è \| Roberto Heras Hernández \| Kelme-Costa Blanca \| + 7' 47" \| \| \| 6è \| Niklas Axelsson \| Navigare-Gaerne \| + 9' 38" \| \| \| 7è \| Serhí Hontxar \| Vini Caldirola-Sidermec \| + 12' 07" \| \| \| 8è \| Daniele De Paoli \| Amica Chips-Costa de Almeria \| + 14' 02" \| \| \| 9è \| Daniel Clavero Sebastián \| Vitalicio Seguros-Grupo Generali \| + 15' 53" \| \| \| 10è \| Roberto Sgambelluri \| Cantina Tollo-Alexia Alluminio \| + 17' 31" \| \| \| 11è \| Oscar Camenzind \| Lampre-Daikin \| + 17' 39" \| \| \| 12è \| Andrei Zíntxenko \| Vitalicio Seguros-Grupo Generali \| + 20' 14" \| \| \| 13è \| Óscar Sevilla Rivera \| Kelme-Costa Blanca \| + 22' 44" \| \| \| 15è \| Hernán Buenahora Gutiérrez \| Vitalicio Seguros-Grupo Generali \| + 24' 38" \| \| \| 16è \| Gabriele Missaglia \| Lampre-Daikin \| + 42' 12" \| \| \| 17è \| Giuseppe Di Grande \| Mapei-Quick Step \| + 44' 23" \| \| \| 18è \| Pavel Padrnos \| Lampre-Daikin \| + 44' 30" \| \| \| 19è \| Peter Luttenberger \| ONCE-Deutsche Bank \| + 47' 39" \| \| \| 20è \| Nicola Miceli \| Liquigas \| + 47' 39" \| \| \| 21è \| Aleksandr Xefer \| Riso Scotti-Vinavil \| + 51' 31" \| \| \| 22è \| Andrei Teteriuk \| Liquigas \| + 51' 48" \| \| \| 23è \| José Jaime González Pico \| Kelme-Costa Blanca \| + 53' 36" \| \| \| 24è \| Felice Puttini \| Amica Chips-Costa de Almeria \| + 1h 00' 25" \| \| \| 24è \| Oscar Mason \| Liquigas \| + 1h 02' 17" \| \| |                            |                                  |              |
| |                            |                                  |              |
| |                            |                                  |              |
| Classificació general |                            |                                  |              |
| Corredor | Corredor                   | Equip                            | Temps        |
| 1r | Ivan Gotti                 | Polti                            | 99h 55' 56"  |
| 2n | Paolo Savoldelli           | Saeco-Cannondale                 | + 3' 35"     |
| 3r | Gilberto Simoni            | Ballan-Alessio                   | + 3' 36"     |
| 4t | Laurent Jalabert           | ONCE-Deutsche Bank               | + 5' 16"     |
| 5è | Roberto Heras Hernández    | Kelme-Costa Blanca               | + 7' 47"     |
| 6è | Niklas Axelsson            | Navigare-Gaerne                  | + 9' 38"     |
| 7è | Serhí Hontxar              | Vini Caldirola-Sidermec          | + 12' 07"    |
| 8è | Daniele De Paoli           | Amica Chips-Costa de Almeria     | + 14' 02"    |
| 9è | Daniel Clavero Sebastián   | Vitalicio Seguros-Grupo Generali | + 15' 53"    |
| 10è | Roberto Sgambelluri        | Cantina Tollo-Alexia Alluminio   | + 17' 31"    |
| 11è | Oscar Camenzind            | Lampre-Daikin                    | + 17' 39"    |
| 12è | Andrei Zíntxenko           | Vitalicio Seguros-Grupo Generali | + 20' 14"    |
| 13è | Óscar Sevilla Rivera       | Kelme-Costa Blanca               | + 22' 44"    |
| 15è | Hernán Buenahora Gutiérrez | Vitalicio Seguros-Grupo Generali | + 24' 38"    |
| 16è | Gabriele Missaglia         | Lampre-Daikin                    | + 42' 12"    |
| 17è | Giuseppe Di Grande         | Mapei-Quick Step                 | + 44' 23"    |
| 18è | Pavel Padrnos              | Lampre-Daikin                    | + 44' 30"    |
| 19è | Peter Luttenberger         | ONCE-Deutsche Bank               | + 47' 39"    |
| 20è | Nicola Miceli              | Liquigas                         | + 47' 39"    |
| 21è | Aleksandr Xefer            | Riso Scotti-Vinavil              | + 51' 31"    |
| 22è | Andrei Teteriuk            | Liquigas                         | + 51' 48"    |
| 23è | José Jaime González Pico   | Kelme-Costa Blanca               | + 53' 36"    |
| 24è | Felice Puttini             | Amica Chips-Costa de Almeria     | + 1h 00' 25" |
| 24è | Oscar Mason                | Liquigas                         | + 1h 02' 17" |

| Classificació per punts | Classificació per punts | Classificació per punts | Classificació per punts | Classificació per punts |
| Corredor                | Corredor                | Equip                   | Punts                   |                         |
| ----------------------- | ----------------------- | ----------------------- | ----------------------- | ----------------------- |
| 1r                      | Laurent Jalabert        | ONCE-Deutsche Bank      | 175 pts                 |                         |
| 2n                      | Fabrizio Guidi          | Polti                   | 170 pts                 |                         |
| 3r                      | Massimo Strazzer        | Mobilvetta-Northwave    | 126 pts                 |                         |
| 4t                      | Paolo Savoldelli        | Saeco-Cannondale        | 117 pts                 |                         |
| 5è                      | Ivan Gotti              | Polti                   | 110 pts                 |                         |
| 6è                      | Gian Matteo Fagnini     | Saeco-Cannondale        | 96 pts                  |                         |
| 7è                      | Gilberto Simoni         | Ballan-Alessio          | 94 pts                  |                         |
| 8è                      | Matteo Tosatto          | Ballan-Alessio          | 88 pts                  |                         |
| 9è                      | Serhí Hontxar           | Vini Caldirola-Sidermec | 87 pts                  |                         |
| 10è                     | Oscar Camenzind         | Lampre-Daikin           | 82 pts                  |                         |

| Classificació per punts | Classificació per punts | Classificació per punts | Classificació per punts | Classificació per punts |
| Corredor                | Corredor                | Equip                   | Punts                   |                         |
| ----------------------- | ----------------------- | ----------------------- | ----------------------- | ----------------------- |
| 1r                      | Laurent Jalabert        | ONCE-Deutsche Bank      | 175 pts                 |                         |
| 2n                      | Fabrizio Guidi          | Polti                   | 170 pts                 |                         |
| 3r                      | Massimo Strazzer        | Mobilvetta-Northwave    | 126 pts                 |                         |
| 4t                      | Paolo Savoldelli        | Saeco-Cannondale        | 117 pts                 |                         |
| 5è                      | Ivan Gotti              | Polti                   | 110 pts                 |                         |
| 6è                      | Gian Matteo Fagnini     | Saeco-Cannondale        | 96 pts                  |                         |
| 7è                      | Gilberto Simoni         | Ballan-Alessio          | 94 pts                  |                         |
| 8è                      | Matteo Tosatto          | Ballan-Alessio          | 88 pts                  |                         |
| 9è                      | Serhí Hontxar           | Vini Caldirola-Sidermec | 87 pts                  |                         |
| 10è                     | Oscar Camenzind         | Lampre-Daikin           | 82 pts                  |                         |

| Classificació de la muntanya | Classificació de la muntanya | Classificació de la muntanya     | Classificació de la muntanya | Classificació de la muntanya |
| Corredor                     | Corredor                     | Equip                            | Punts                        |                              |
| ---------------------------- | ---------------------------- | -------------------------------- | ---------------------------- | ---------------------------- |
| 1r                           | José Jaime González Pico     | Kelme-Costa Blanca               | 61 pts                       |                              |
| 2n                           | Mariano Piccoli              | Lampre-Daikin                    | 45 pts                       |                              |
| 3r                           | Paolo Bettini                | Mapei-Quick Step                 | 44 pts                       |                              |
| 4t                           | Ivan Gotti                   | Polti                            | 33 pts                       |                              |
| 5è                           | Gilberto Simoni              | Ballan-Alessio                   | 33 pts                       |                              |
| 6è                           | Roberto Heras Hernández      | Kelme-Costa Blanca               | 26 pts                       |                              |
| 7è                           | Laurent Jalabert             | ONCE-Deutsche Bank               | 25 pts                       |                              |
| 8è                           | Hernán Buenahora Gutiérrez   | Vitalicio Seguros-Grupo Generali | 18 pts                       |                              |
| 9è                           | Gabriele Missaglia           | Lampre-Daikin                    | 14 pts                       |                              |
| 10è                          | Richard Virenque             | Polti                            | 13 pts                       |                              |

| Classificació de la muntanya | Classificació de la muntanya | Classificació de la muntanya     | Classificació de la muntanya | Classificació de la muntanya |
| Corredor                     | Corredor                     | Equip                            | Punts                        |                              |
| ---------------------------- | ---------------------------- | -------------------------------- | ---------------------------- | ---------------------------- |
| 1r                           | José Jaime González Pico     | Kelme-Costa Blanca               | 61 pts                       |                              |
| 2n                           | Mariano Piccoli              | Lampre-Daikin                    | 45 pts                       |                              |
| 3r                           | Paolo Bettini                | Mapei-Quick Step                 | 44 pts                       |                              |
| 4t                           | Ivan Gotti                   | Polti                            | 33 pts                       |                              |
| 5è                           | Gilberto Simoni              | Ballan-Alessio                   | 33 pts                       |                              |
| 6è                           | Roberto Heras Hernández      | Kelme-Costa Blanca               | 26 pts                       |                              |
| 7è                           | Laurent Jalabert             | ONCE-Deutsche Bank               | 25 pts                       |                              |
| 8è                           | Hernán Buenahora Gutiérrez   | Vitalicio Seguros-Grupo Generali | 18 pts                       |                              |
| 9è                           | Gabriele Missaglia           | Lampre-Daikin                    | 14 pts                       |                              |
| 10è                          | Richard Virenque             | Polti                            | 13 pts                       |                              |

| Classificació per equips | Classificació per equips         | Classificació per equips | Classificació per equips |
| Equip                    | Equip                            | Temps                    |                          |
| ------------------------ | -------------------------------- | ------------------------ | ------------------------ |
| 1r                       | Vitalicio Seguros-Grupo Generali | 300h 39' 35"             |                          |
| 2n                       | Kelme-Costa Blanca               | + 22' 11"                |                          |
| 3r                       | Polti                            | + 22' 46"                |                          |
| 4t                       | Lampre-Daikin                    | + 29' 16"                |                          |
| 5è                       | ONCE-Deutsche Bank               | + 58' 57"                |                          |
| 6è                       | Amica Chips-Costa de Almeria     | + 1h 15' 16"             |                          |
| 7è                       | Liquigas                         | + 1h 15' 18"             |                          |
| 8è                       | Navigare-Gaerne                  | + 1h 47' 23"             |                          |
| 9è                       | Cantina Tollo-Alexia Alluminio   | + 1h 56' 17"             |                          |
| 10è                      | Saeco-Cannondale                 | + 1h 59' 41"             |                          |

| Classificació per equips | Classificació per equips         | Classificació per equips | Classificació per equips |
| Equip                    | Equip                            | Temps                    |                          |
| ------------------------ | -------------------------------- | ------------------------ | ------------------------ |
| 1r                       | Vitalicio Seguros-Grupo Generali | 300h 39' 35"             |                          |
| 2n                       | Kelme-Costa Blanca               | + 22' 11"                |                          |
| 3r                       | Polti                            | + 22' 46"                |                          |
| 4t                       | Lampre-Daikin                    | + 29' 16"                |                          |
| 5è                       | ONCE-Deutsche Bank               | + 58' 57"                |                          |
| 6è                       | Amica Chips-Costa de Almeria     | + 1h 15' 16"             |                          |
| 7è                       | Liquigas                         | + 1h 15' 18"             |                          |
| 8è                       | Navigare-Gaerne                  | + 1h 47' 23"             |                          |
| 9è                       | Cantina Tollo-Alexia Alluminio   | + 1h 56' 17"             |                          |
| 10è                      | Saeco-Cannondale                 | + 1h 59' 41"             |                          |

## Evolució de les classificacions
Els ciclistes de la taula següent representen els líders de les classificacions. És possible que no corresponguin a la persona que portava el mallot.
| Etapa                  | Vencedor               | Classificació general | Classificació per punts | Classificació de la muntanya | Classificació per equips |
| ---------------------- | ---------------------- | --------------------- | ----------------------- | ---------------------------- | ------------------------ |
| 1a etapa               | Ivan Quaranta          | Ivan Quaranta         | Ivan Quaranta           | Paolo Bettini                | Mercatone Uno            |
| 2a etapa               | Mario Cipollini        | Mario Cipollini       | Mario Cipollini         | Paolo Bettini                | Saeco                    |
| 3e etapa               | Jeroen Blijlevens      | Jeroen Blijlevens     | Jeroen Blijlevens       | Paolo Bettini                | Navigare                 |
| 4a etapa               | Laurent Jalabert       | Jeroen Blijlevens     | Jeroen Blijlevens       | Paolo Bettini                | Saeco                    |
| 5a etapa               | José Jaime González    | Laurent Jalabert      | Jeroen Blijlevens       | Paolo Bettini                | Saeco                    |
| 6a etapa               | Romāns Vainšteins      | Laurent Jalabert      | Jeroen Blijlevens       | Paolo Bettini                | Polti                    |
| 7a etapa               | Jeroen Blijlevens      | Laurent Jalabert      | Jeroen Blijlevens       | Paolo Bettini                | Polti                    |
| 8a etapa               | Marco Pantani          | Marco Pantani         | Jeroen Blijlevens       | Paolo Bettini                | Banesto                  |
| 9a etapa               | Laurent Jalabert       | Laurent Jalabert      | Jeroen Blijlevens       | Paolo Bettini                | Banesto                  |
| 10a etapa              | Mario Cipollini        | Laurent Jalabert      | Jeroen Blijlevens       | Paolo Bettini                | Banesto                  |
| 11a etapa              | Ivan Quaranta          | Laurent Jalabert      | Jeroen Blijlevens       | Paolo Bettini                | Banesto                  |
| 12a etapa              | Mario Cipollini        | Laurent Jalabert      | Jeroen Blijlevens       | Paolo Bettini                | Banesto                  |
| 13a etapa              | Richard Virenque       | Laurent Jalabert      | Jeroen Blijlevens       | José Jaime González          | Banesto                  |
| 14a etapa              | Paolo Savoldelli       | Marco Pantani         | Jeroen Blijlevens       | José Jaime González          | Banesto                  |
| 15a etapa              | Marco Pantani          | Marco Pantani         | Jeroen Blijlevens       | Marco Pantani                | Vitalicio Seguros        |
| 16a etapa              | Laurent Jalabert       | Marco Pantani         | Jeroen Blijlevens       | Marco Pantani                | Vitalicio Seguros        |
| 17a etapa              | Mario Cipollini        | Marco Pantani         | Jeroen Blijlevens       | Marco Pantani                | Vitalicio Seguros        |
| 18a etapa              | Serhiy Honchar         | Marco Pantani         | Jeroen Blijlevens       | Marco Pantani                | Vitalicio Seguros        |
| 19a etapa              | Marco Pantani          | Marco Pantani         | Marco Pantani           | Marco Pantani                | Vitalicio Seguros        |
| 20a etapa              | Marco Pantani          | Marco Pantani         | Marco Pantani           | Marco Pantani                | Vitalicio Seguros        |
| 21a etapa              | Roberto Heras          | Ivan Gotti            | Laurent Jalabert        | José Jaime González          | Vitalicio Seguros        |
| 22a etapa              | Fabrizio Guidi         | Ivan Gotti            | Laurent Jalabert        | José Jaime González          | Vitalicio Seguros        |
| Classificacions finals | Classificacions finals | Ivan Gotti            | Laurent Jalabert        | José Jaime González          | Vitalicio Seguros        |

## Llista de participants
| Mercatone Uno | Amica Chips | Ballan-Alessio |
| - 01. Marco Pantani (exclu 21e etapa) - 02. Enrico Zaina - 03. Stefano Garzelli - 04. Riccardo Forconi - 05. Massimo Podenzana - 06. Ermanno Brignoli - 07. Fabiano Fontanelli - 08. Marco Velo - 09. Simone Borgheresi | - 11. Evgueni Berzin - 12. Daniele De Paoli - 13. Viatcheslav Ekimov - 14. Felice Puttini - 15. Amilcare Tronca - 16. Pietro Caucchioli - 17. Armand de Las Cuevas - 18. Marco Gili - 19. Emiliano Murtas            | - 21. Fabio Baldato - 22. Filippo Baldo - 23. Andrea Ferrigato - 24. Alexander Gontchenkov - 25. Nicola Loda - 26. Alberto Ongarato - 27. Gilberto Simoni - 28. Matteo Tosatto - 29. Piotr Ugrumov                       |
| Banesto | Cantina Tollo | Kelme |
| - 31. José Luis Arrieta - 32. Marzio Bruseghin - 33. José María Jiménez - 34. Alex Zülle - 35. David Navas - 36. Aitor Osa - 37. Leonardo Piepoli - 38. Miguel Ángel Peña - 39. Orlando Rodrigues                       | - 41. Nicola Minali - 42. Andrea Brognara - 43. Marco Antonio Di Renzo - 44. Roberto Sgambelluri - 45. Massimiliano Gentili - 46. Cristian Gasperoni - 47. Marco Magnani - 48. Danilo Di Luca - 49. Bo Hamburger     | - 51. José Luis Rubiera - 52. Roberto Heras - 53. Ángel Edo - 54. José Jaime González - 55. Francisco Cabello - 56. Óscar Sevilla - 57. Eduardo Hernández - 58. Javier Otxoa ∗ - 59. José Manuel Uría                    |
| Lampre | Liquigas-Pata | Mapei |
| - 61. Oscar Camenzind - 62. Simone Bertoletti - 63. Massimo Codol - 64. Marco Della Vedova - 65. Matteo Frutti - 66. Gabriele Missaglia - 67. Pavel Padrnos - 68. Mariano Piccoli - 69. Ján Svorada                     | - 71. Nicola Miceli - 72. Andrei Teteriouk - 73. Cristiano Frattini - 74. Endrio Leoni - 75. Biagio Conte - 76. Oscar Mason - 77. Rodolfo Ongarato - 78. Fausto Dotti - 79. Ruslan Ivanov                            | - 81. Paolo Bettini - 82. Giuseppe Di Grande - 83. Giuliano Figueras - 84. Paolo Fornaciari - 85. Dirk Müller - 86. Chann McRae - 87. Andrea Noè - 88. Andrea Tafi - 89. Max van Heeswijk                                |
| Mobilvetta | Navigare | ONCE |
| - 91. Pascal Richard - 92. Alessandro Spezialetti - 93. Gorazd Štangelj - 94. Paolo Valoti - 95. Ivan Quaranta - 96. Massimo Strazzer - 97. Stefano Faustini - 98. Mirko Gualdi - 99. Guido Trombetta                   | - 101. Niklas Axelsson - 102. Gabriele Balducci - 103. Dario Pieri - 104. Vladimir Duma - 105. Luca Cei - 106. Alessandro Petacchi - 107. Gerrit Glomser - 108. Stefano Panetta - 109. Luca Belluomini               | - 111. Laurent Jalabert - 112. Íñigo Cuesta - 113. Santos González - 114. David Cañada - 115. Peter Luttenberger - 116. Miguel Angel Martin Perdiguero - 117. Andrea Peron - 118. Carlos Sastre - 119. Mikel Zarrabeitia |
| Riso Scotti | Saeco | Polti |
| - 121. Carlo Marino Bianchi - 122. Diego Ferrari - 123. Ivan Basso - 124. Samuele Schiavana - 125. Alexandr Shefer - 126. Oscar Pozzi - 127. Filippo Simeoni - 128. Alain Turicchia - 129. Giuseppe Palumbo             | - 131. Mario Cipollini - 132. Paolo Savoldelli - 133. Giuseppe Calcaterra - 134. Gian Matteo Fagnini - 135. Dario Frigo - 136. Alessio Galletti - 137. Roberto Petito - 138. Mario Scirea - 139. Francesco Secchiari | - 141. Enrico Cassani - 142. Mirko Celestino - 143. Ivan Gotti - 144. Fabrizio Guidi - 145. Stéphane Goubert - 146. Oscar Pelliccioli - 147. Davide Rebellin - 148. Richard Virenque - 149. Denis Zanette                |
| TVM-Farm Frites | Vini Caldirola | Vitalicio Seguros |
| - 151. Jeroen Blijlevens - 152. Davide Casarotto - 153. Hendrik Van Dyck - 154. Sergueï Ivanov - 155. Andreas Klier - 156. Michel Lafis - 157. Olivier Asmaker - 158. Pieter Vries - 159. Miquel Van Kessel             | - 161. Massimo Apollonio - 162. Andrej Hauptman - 163. Filippo Casagrande - 164. Massimo Donati - 165. Serhiy Honchar - 166. Gianluca Sironi - 167. Mauro Radaelli - 168. Romāns Vainšteins - 169. Mauro Zanetti     | - 171. Daniel Clavero - 172. Santiago Blanco - 173. Hernán Buenahora - 174. Andrei Zintchenko - 175. Serguei Smetanine - 176. Prudencio Indurain - 177. Francisco Cerezo - 178. Víctor Hugo Peña - 179. Ginés Salmerón   |

* Nicola Loda i Javier Otxoa no van poder sortir a causa d'un hematòcrit superior a 50%.